# NGC 1023
NGC 1023 (другие обозначения — UGC 2154, MCG 6-6-73, ZWG 523.83, ARP 135, PGC 10123) — линзовидная галактика в созвездии Персей на расстоянии примерно в 10 мегапарсеках (32 млн. световых лет. Видима в любительский телескоп. Принадлежит к галактикам типа E/SB0 и относится к группе NGC 1023 местного скопления галактик, являясь самой яркой в своей группе. Была открыта в 1786 году английским астрономом Уильямом Гершелем при посредством рефлекторного телескопа с диаметром зеркала 47,5 см.
Благодаря вращению NGC 1023, учёные рассчитали, что в центре должны находиться сверхмассивные чёрные дыры массой равной от 40 до 60 млн. масс Солнца, так как в противном случае галактика будет разлетаться. У NGC 1023 есть небольшая галактика-спутник, имеющая обозначение NGC 1023A и вместе с нею NGC 1023 внесены в атлас пекулярных галактик как Arp 135.
Этот объект входит в число перечисленных в оригинальной редакции «Нового общего каталога».
NGC 1023 является самой яркой галактикой в близкой к нам группе NGC 1023, названной по её имени. Группа богата спиральными галактиками. В неё входят спиральные NGC 891, NGC 925, NGC 1003, NGC 1058, NGC 949, NGC 959, IC 239; уже отмеченная иррегулярная NGC 1023A вместе с ещё несколькими карликовыми иррегулярными спутниками центральной галактики NGC 1023B, NGC 1023C, NGC 1023D и ещё ряд галактик.